# Škoda 304
Škoda 304 byl užitkový automobil vyráběný v československé automobilce Škoda. Vyráběl se hlavně jako klasický valník, produkovány byly také verze autobusová, cisternová a další. Výroba začala roku 1929 a skončila o deset let později, vzniklo celkem 636 těchto vozidel. Souběžně byla produkována také šestiválcová varianta Škoda 306.
Motor byl vodou chlazený řadový čtyřválec OHV o objemu 5–5,5 l. Měl výkon 33–49 kW (45–66 koní). Vůz dosahoval rychlosti až 50 km/h.
Varianta se sníženým rámem (304 N) byla vhodná pro nástavbu autobusovou karoserií. Malé autobusy měly kapacitu 19 sedících a 9 stojících cestujících (podélné lavice), případně 19 sedících a 4 stojící cestující (příčná sedadla) a byly určeny pro místní linky.